# Quinto Santoli

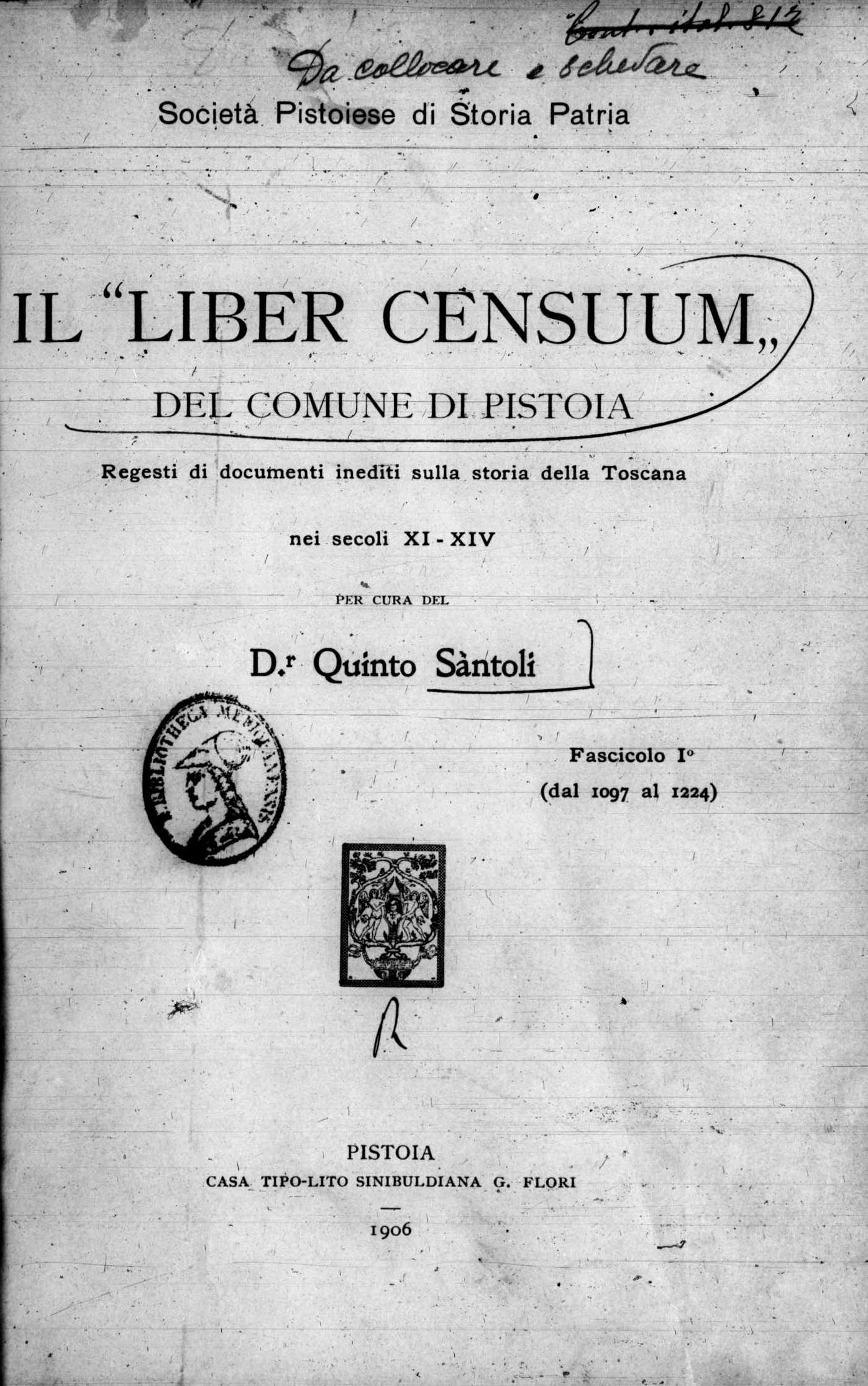
Il "Liber censuum" del Comune di Pistoia, vol. 1, 1906

Quinto Sàntoli (Sambuca Pistoiese, 10 luglio 1875 – Pistoia, 28 settembre 1959) è stato uno storico e bibliotecario italiano.

## Biografia
Personalità fondamentale nel panorama culturale di Pistoia durante la prima metà del Novecento.
Laureato in lettere nel 1901 a Firenze, si diplomò anche in archivistica e paleografia; 
insegnò alla Scuola tecnica di Pistoia, e poi a Melfi e a Reggio Emilia, quindi negli istituti magistrali di Pavia e di Pisa.
Partecipò con i tre fratelli Chiappelli alla fondazione nel 1898 della Società pistoiese di storia patria; dopo esserne stato nominato segretario all'atto della fondazione, Santoli ne divenne presidente dal 1938 al 1945 (quando fu rimosso per le trascorse simpatie fasciste) e poi dal 1949 fino alla morte.
Nel 1923 fu nominato preside del Liceo ginnasio Forteguerri di Pistoia, assumendo così anche la direzione della Biblioteca Forteguerriana, che, insieme al Liceo, era situata all'interno dello stesso edificio della Sapienza; 
Dopo aver riunito il Liceo e il Ginnasio e averli trasferiti in un'altra sede (dicembre 1924), ampliò e riordinò la Biblioteca, aprendola al pubblico nell'aprile 1926. 
Negli anni 1937 e 1938 fu anche presidente del Conservatorio San Giovanni Battista.
Negli anni seguenti riuscì a ottenere diverse donazioni d'importanti fondi librari e ad acquisirne altri con l'aiuto finanziario della Cassa di risparmio locale e della Provinciada poco (1927) istituita; fondò anche l'Archivio di Stato di Pistoia. Venne collocato a riposo dal Liceo nell'autunno 1941, ma mantenne la direzione della Biblioteca.
Durante tutta la sua vita fu un attento studioso e divulgatore di storia medievale, soprattutto della città di Pistoia, pubblicando numerose opere, fra le quali il monumentale Liber censuum comunis Pistorii in 6 volumi (1905 - 1915).

## Opere
- Il Breve dell'arte dei mugnai del Vincio dell'anno 1330: Val d'Ombrone pistoiese.,  Pistoia, Bullettino storico pistoiese, 1901
- Un diploma di Ottone III in favore di Antonino Vescovo di Pistoia, Pistoia, Bullettino storico pistoiese, 1901
- Una notizia di Scipione Forteguerri studente a Padova  . Pistoia,  Società pistoiese di storia patria, 1902
- Il Distretto pistoiese nei secoli XII e XIII, Pistoia, Casa tipolito editrice Sinibuldiana G. Flori e C., 1903
- La guerra tra Pistoia e Firenze dal 1251 al 1254, Pistoia, Bullettino storico pistoiese, 1903
- I Consoli e i Podestà di Pistoia sino al MCCXCVII, Pistoia : Casa Tipo-lito editrice Sinibuldiana G. Flori e C.o, 1904
- I pistoiesi ghibellini e scomunicati, Pistoia : Società pistoiese di storia patria, 1904
- L'intervento fiorentino in Pistoia nel 1295 : nota illustrata alle Istorie Pistolesi, Pistoia : Casa lito-tipo editrice Sinibuldiana G. Flori & c., 1905
- Il Liber censuum del Comune di Pistoia, Firenze : Tipografia Galileiana, 1905
  - (LA) Il "Liber censuum" del Comune di Pistoia, vol. 1, Pistoia, Tipo-lito Sinibuldiana G. Flori, 1906.
  - (LA) Il "Liber censuum" del Comune di Pistoia, vol. 2, Pistoia, Tipo-lito Sinibuldiana G. Flori, 1907.
  - (LA) Il "Liber censuum" del Comune di Pistoia, vol. 3, Pistoia, Tipo-lito Sinibuldiana G. Flori, 1909.
- Regesti di antiche pergamene dei monasteri di S. Chiara e di S. Giovanni Battista di Pistoia, Pistoia : Bullettino, 1907
- La storia di Prato sino alla fine del secolo XIII, Pistoia, 1907
- Pistoia : archivio del patrimonio ecclesiastico, Firenze, 1908
- Lo Statuto della Sambuca (Montagna Pistoiese) dell'anno 1291, riformato l'anno 1340, Roma : Pietro Sella, 1912
- Statuti dell'Apennino tosco-modenese : Sambuca Pistoiese, Frignano : secoli XIII-XIV, a cura di Quinto Santoli, Albano Sorbelli, Ferdinando, Milano : Hoepli, 1913
- Dego dei Cancellieri di Pistoia e una questione di decime a Reggio Emilia, Pistoia : Bullettino storico pistoiese, 1914
- Liber censuum comunis Pistorii : regesto corredato di tre indici e preceduto da un'introduzione, Pistoia : Officina tipografica cooperativa, 1915
- L'abolizione della servitù della gleba e l'origine dei comuni rurali dell'Appennino Bolognese, Pistoia : Bullettino storico pistoiese, 1916
- Pratum Episcopi, Pistoia : Officina tipografica cooperativa, 1916
- La potesteria pistoiese di Venetico Caccianemici, Pistoia : Società pistoiese di storia patria, 1921
- Per la storia del commercio pratese ai tempi di Dante, Prato : Archivio storico pratese, 1924
- Giannozzo Manetti Capitano di Custodia a Pistoia, Pistoia : Ditta Alberto Pacinotti, 1926
- Il Cardinale Forteguerri, Pistoia : Annuario del Liceo Ginnasio, 1926
- R. Liceo-ginnasio Forteguerri di Pistoia : Annuario per gli anni scolastici 1923-24 - 1924-25, Pistoia : Off. Tipografica A. Pacinotti & C., 1926
- La Biblioteca Forteguerriana di Pistoia, Roma : Accademie e biblioteche d'Italia, [1929]
- Alessandro Chiappelli : 1857-1931, Pistoia : Società pistoiese di storia patria, 1931
- Lettere vichiane di Antonio Ranieri a Niccolò Puccini, Pistoia : Annuario del R. Liceo-Ginnasio Forteguerri di Pistoia, 1931
- Pistoia e Castruccio, Firenze : Tipocalcografia classica, 1934
- I toponimi di Sambuca Pistoiese nella Carta topografica del Regno, Pistoia, 1935
- Impero fascista, Pistoia : Società pistoiese di storia patria, 1936
- Luigi Chiappelli : 1855-1936, Pistoia : Società pistoiese di storia patria, 1936
- Arturo Ganucci-Cancellieri : 1867-1936, Pistoia : Società pistoiese di storia patria, 1937
- Miscellanea archivistica, Firenze : Archivio storico italiano, 1938
- Con Francesco Morosini alla conquista del Peloponneso : galere e truppe toscane nel Ricordi di guerra del pistoiese Ignazio Fabroni, Pistoia : Pacinotti, 1938
- Regesta Chartarum Italiae : libro croce, R.Istituto Storico Italiano per il Medio Evo, Roma : nella sede dell'Istituto, 1939
- Un capitolo di storia del Risorgimento in alcune lettere inedite di Giuseppe Giusti, Pistoia : Bullettino storico pistoiese, 1942
- Ricordi carducciani, Pistoia : Società pistoiese di storia patria, 1942
- La spada di Castruccio, Pistoia : Società pistoiese di storia patria, 1942
- Un capitolo di storia del Risorgimento in alcune lettere inedite di Giuseppe Giusti, Pistoia : Tip. Pacinotti, 1942
- Un patriotta dimenticato: il capitano Carlo Romagnani, Pistoia : Pacinotti, 1948
- Le cartule e i brevi del Libro Croce : note di diplomatica, Pistoia : Società pistoiese di storia patria, 1949
- Un prete liberale amico del Giusti: l'abate Jacopo Jozzelli, Pistoia : Pacinotti, 1950
- Carteggio Puccini-Tommaseo, Pistoia : Cav. Alberto Pacinotti & C., 1952
- Niccolò Puccini, Pistoia, 1952
- Pistoia ai tempi di S. Atto, Pistoia : Tip. Pacinotti, 1953
- Pistoia vivaista, Pistoia : Bullettino storico pistoiese, 1954
- Come sorse in Pistoia l'Archivio che ora è di Stato, Pistoia : Pacinotti, 1955
- Dino Camici : uno sguardo fuggevole alla cultura pistoiese del secolo XIX, Pistoia : Società pistoiese di storia patria, 1955,
- Il Palazzo del Podestà di Pistoia : con 12 documenti inediti, Pistoia : Alberto Pacinotti, 1955
- Liber Focorum : disctrictus Pistorii (a.1226). Liber Finium : districtus Pistorii (a.1255) , Pistoia, : Società pistoiese di storia patria 1956
- La storiografia pistoiese, Pistoia: Società pistoiese di storia patria, 1956
- Alfredo Chiti, Pistoia : Officina cav. Alberto Pacinotti & C., 1957
- Ferrucci e Gavinana, Pistoia, Azienda autonoma soggiorno e turismo di San Marcello Pistoiese, Stab. grafico Niccolai, 1957
- Un sessantennio di erudizione, Pistoia , 1959